# سابین ۶۶۵

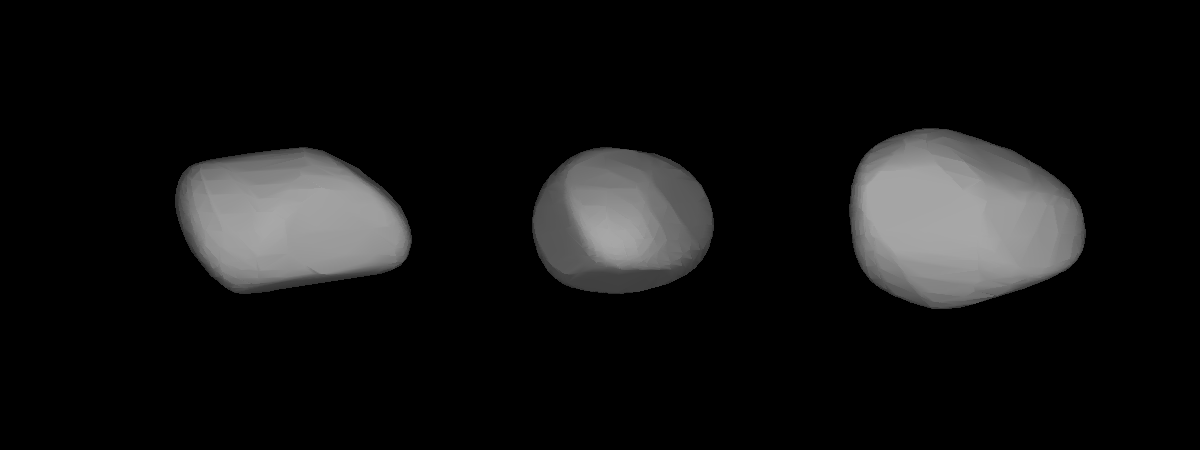
مدل سه‌بُعدی سیارک سابین ۶۶۵ بر طبق منحنی نور آن

سیارک ۶۶۵ (به انگلیسی: 665 Sabine، نامگذاری:1908DK) ششصد و شصت و پنجمین سیارک کشف شده‌است که در ۲۲ ژوئیه ۱۹۰۸ و در هایدلبرگ کشف شد.
قدر مطلق سیارک برابر ۸٫۱۰ است.